# 1945 aux échecs
| Années des échecs : 1942 - 1943 - 1944 - 1945 - 1946 - 1947 - 1948    |
| Décennies des échecs : 1910 - 1920 - 1930 - 1940 - 1950 - 1960 - 1970 |

Cet article présente les faits marquants de l'année 1945 aux échecs.

## Championnats nationaux
- Argentine : Herman Pilnik remporte le championnat[1],[2]. Chez les femmes, pas de championnat.
- Autriche nazie : Pas de championnat national pour cause d’Anschluss[3], ni de tournoi féminin[4].
- Belgique : Paul Devos remporte le championnat[5]. Chez les femmes, c’est Elisabeth Cuypers qui s’impose[6].
- Brésil : Orlando Roças remporte le championnat[7].
- Canada : Daniel Yanofsky et Frank Yerhoff remportent le championnat[8].
- Écosse : Pas de championnat pour cause de Seconde Guerre mondiale.
- Espagne : Antonio Medina remporte le championnat [9].
- États-Unis : Pas de championnat[Note 1],[10] masculin, ni féminin [11].
- Finlande: Hugo Ilmari Solin remporte le championnat[12].
- France : César Boutteville remporte le championnat [13]. Chez les femmes, pas de championnat[14].
- Pologne : Pas de championnat[15].
- Royaume-Uni : Pas de championnat[16].

- Suisse : Martin Christoffel remporte le championnat [17].
- RSS d'Ukraine : Anatoli Bannik remporte le championnat[18],[19], dans le cadre de l’U.R.S.S.. Chez les femmes, pas de championnat[20].
- RFP Yougoslavie : Petar Trifunović remporte la première édition du championnat de la nouvelle république[21],[22].

## Naissances
- Lev Alburt
- Iouri Razouvaïev

## Nécrologie
- En 1945 : Heinz Nowarra (en), Hans Roepstorff (en)
- 14 janvier : Arnold van den Hoek (en)
- 15 janvier : Kornél Havasi
- 31 mars : Isaak Mazel (en)
- 1er avril : Zoltán Balla
- 17 avril : Klaus Junge
- 3 mai : Arthur Wijnans (en)
- 25 juin : Lazar Zalkind
- 14 octobre : Győző Exner (en)
- 20 octobre : Julius Dimer (en)